# Всеобщие выборы в Перу (1962)
Всеобщие выборы в Перу проходили 10 июня 1962 года. На них избирались президент и члены обеих палат Конгресса Республики. Виктор Рауль Айя де ла Торре, представлявший партию Априста победил на выборах, получив 33 % голосов. Однако, это было чуть ниже, чем конституционное требование по крайней мере одной трети голосов избирателей. Военные, выступавшие против Торре, заявили о выборных махинациях на некоторых избирательных участках и результаты выборов были аннулированы. Позже 18 июля произошёл военный переворот под руководством Рикардо Переса Годоя, приведший к власти первую военную хунту в Перу.

## Результаты

### Президентские выборы
| Кандидат                             | Партия                               | Голоса    | %    |
| ------------------------------------ | ------------------------------------ | --------- | ---- |
| Виктор Рауль Айя де ла Торре         | Априста                              | 557 007   | 33,0 |
| Фернандо Белаунде Терри              | Народное действие                    | 544 180   | 32,2 |
| Мануэль Одриа                        | Национальный союз одристов           | 480 378   | 28,4 |
| Эктор Корнехо Чавес                  | Христианско-демократическая партия   | 48 792    | 2,9  |
| Сезар Пандо Эгускиза                 | Национальный фронт освобождения      | 33 341    | 2,0  |
| Лусиано Кастилло Колонна             | Социалистическая партия              | 16 658    | 1,0  |
| Альберто Руис Элдредже               | Прогрессивное социальное движение    | 9202      | 0,5  |
| Недействительных/пустых бюллетеней   | Недействительных/пустых бюллетеней   | 279 730   | -    |
| Всего                                | Всего                                | 1 969 288 | 100  |
| Зарегистрированных избирателей/ Явка | Зарегистрированных избирателей/ Явка | 2 221 288 | 88,6 |
| Источник: Nohlen                     |                                      |           |      |